# Ефимовка (Дагестан)
Ефимовка — село в Кизлярском районе Дагестана. Входит в состав Аверьяновского сельского поселения.

## Географическое положение
Населённый пункт расположен у Новоаверьяновского канала, в 5 км к северо-востоку от города Кизляр.

## Население
| 1926 | 1970 | 1989 | 2002 | 2010 | 2021 |
| ---- | ---- | ---- | ---- | ---- | ---- |
| 116  | ↗402 | ↗445 | ↗567 | ↗597 | ↗712 |

Национальный состав
По данным Всесоюзной переписи населения 1926 года:
| № | Национальность | Численность, чел. | Доля |
| - | -------------- | ----------------- | ---- |
| 1 | русские        | 93                | 80 % |
| 2 | румыны         | 23                | 20 % |

По данным Всероссийской переписи населения 2010 года:
| № | Национальность | Численность, чел. | Доля   |
| - | -------------- | ----------------- | ------ |
| 1 | аварцы         | 372               | 62,3 % |
| 2 | даргинцы       | 92                | 15,4 % |
| 3 | русские        | 76                | 12,7 % |
| 4 | лакцы          | 43                | 7,2 %  |
| 5 | другие         | 14                | 2,4 %  |

По данным Всероссийской переписи 2010 года, в селе проживало 597 человек (286 мужчин и 311 женщин).